# 黒木麗奈
黒木 麗奈（くろき れな、2000年 (平成12年) 11月26日 - ）は、日本のタレント、モデル、レースクイーン、女優。東京都出身。プラチナムプロダクション所属。現在も東京都在住。

## 略歴

### モデルとして
小学5年の時にスカウトされ、中学1年から本格的に仕事を開始。モデル業の傍ら女優・タレントとしても活動。
2017年、サマンサタバサ ガールズコレクション・レディーストーナメント内で行われた『サマンサタバサ ガールズアワード モデルオーディション』に出場しグランプリを受賞。2018年1月、同年度の三愛水着楽園イメージガール（17代目）に選ばれる。三愛水着イメージガールを2000年代生まれが務めるのは史上初のことであったが、翌年以降大人の女性モデルを起用した「サンアイリゾートアンバサダー」に転換されたため、現時点で彼女が最後の水着イメージガールとなっている。
2018年9月、グアム政府観光局からハファディ・アワードを受賞する。
2023年11月2日、ファッション雑誌『JJ』（光文社）主催のモデルオーディション「J-GIRL国民的彼女」でグランプリに輝く。

### レースクイーンとして
2021年、「にゃんこ大戦争ガールズ」としてスーパー耐久・COMET RACING（ST-Zクラス）のレースクイーンを担当。同ガールズ史上初の2000年代生まれのRQとなった。同年8月、東京オートサロンのイメージガール「A-class」の2022年度メンバーを決めるセレクション審査にエントリーし、同年9月13日、オートサロン事務局の選考により最終メンバー6名の中に入った。三愛水着イメージガール出身者がオートサロンのイメージガールを務めるのは異例の事である。オートサロン内では『MediBang! 日本レースクイーン大賞2021』表彰式や「東京国際カスタムカーコンテスト」表彰式のアシスタントも務めた。
2022年3月2日、事務所の後輩に当たるナタリア聖奈と共に「ZENT sweeties」の一員としてSUPER GT500クラスのレースクイーンを務めることが発表された。プラチナムプロダクションにとっては2016年の小林レイミ（現在は退所）以来6年ぶりのZENT sweetiesメンバーとなる。同年7月24日、『Adam by GMO 日本レースクイーン大賞2022』新人部門で実行委員会特別賞を受賞。また、ファイナルステージ20名の中にも入ったが、上位入賞はならなかった。
2023年も引き続きZENT sweetiesメンバーを務めるが、先述のナタリアがメンバーから外れた為、同年度のsweetiesとしては最年少となった。同年6月9日 - 11日には、マレーシアで行われた『東京オートサロン クアラルンプール2023』にイメージガール“J-Girls”の一員として出演。同年7月3日、シント=トロイデンVVを盛り上げるイメージガールである2代目シントトロイデンガールズの一員に選ばれ、都内で記者会見を行った。
2024年1月13日、『メディバンネップリ 日本レースクイーン大賞2023 表彰式』で、大賞とテレビ東京賞を受賞。プラチナム所属者としては2020年のあのん以来、3年ぶりのテレ東賞受賞となった。

## 人物・逸話
- 身長172センチメートル、股下83センチメートルの9頭身。そのスタイルの良さから“菜々緒2世”[24]とも称されている[25][26]。歴代のA-classメンバーとしては2004年度の山川敦子[27]と横須賀まりこ[28]に並ぶ長身である。靴のサイズは24.5センチメートル。
- 趣味はファッション。特技は水泳、ピアノ、ダンス、書道、料理[4]。水泳は小2から中1まで習い、中学時代は茶道部に入っていた[19]。
- 好きな色は黒とピンク[29]。
- 弟が1人いる[30]。
- 同じ事務所の松川菜々花と仲が良く、一緒にディズニーランドに行くほどである。2023年7月7日には、松川の既存のYouTubeチャンネルに黒木が加わり、『れななかチャンネル』に変更・リニューアルしてYouTuberデビューを果たす[動 5]。
- 愛称の「れなちん」はsweetiesで共働する相沢菜々子が付けたものである[2]。相沢は黒木が三愛水着イメージガールを務めた2018年に日本スイムスーツ協会のキャンペーンガールを務めており、その時に仕事して以来の共演となった[31]。

## 出演

### テレビ番組
- 1億人の大質問!?笑ってコラえて!（日本テレビ）
- 石橋貴明のたいむとんねる（フジテレビ） - アシスタント
- めざましテレビ（フジテレビ） - イマドキガール（2019年4月 - 2023年3月出演）
- ノブコブ吉村のラブヶ原〜世紀の合コン大合戦〜（2023年4月15日 - 9月23日、BSよしもと）- レギュラー出演[32]

### テレビドラマ
- 死神くん（2014年4月 - 6月、テレビ朝日）
- GTO（2014年7月 - 9月、関西テレビ・フジテレビ）
- 親愛なる僕へ殺意をこめて 第1話・第2話・第8話・第9話（2022年10月5日・12日・11月23日・30日、フジテレビ） - 倉持ミク 役
- ペンディングトレイン-8時23分、明日 君と 第1話（2023年4月21日、TBS） - RIKO 役
- さらば、銃よ 警視庁特別銃装班 第2話（2023年4月14日 - 、Lemino） - 水着ギャル 役

### WEBラジオ番組
- JJモデルラジオ 第2回 ～国民的彼氏彼女の時間～（2024年3月31日、渋谷クロスFM） - 「J-GIRL #国民的彼女の時間」パートに出演[33]

### 舞台
- Shibu3 project STAGE vol.0「この中に、一人。」（2017年3月18日 - 20日、千本桜ホール） - 弥生役[34]
- Ann&Mary Presents Vol.3「PIRATES OF THE DESERT 3 ～偽りの羅針盤と真実の操舵輪～」（2017年4月12日 - 16日、シアターグリーン BIG TREE THEATER） - サナ役[35]
- Shibu3 project STAGE vol.1「パティシエール～リンゴの魔法～」（2017年8月11日 - 13日、中目黒ウッディシアター） - ナナミ役[36]

### CM
- 早稲田アカデミーブランドムービー「走れメロス」篇 （Web CM）
- TikTok[25]

### 広告
- 2018年度 三愛水着楽園イメージガール[4]

### グラビア
- 雑誌ビッグコミックスピリッツ、2018年No.39において表紙・巻頭グラビア

### イベント
- 東京オートサロン
  - 東京オートサロン2023 「VeilSideブース」（2023年1月13日 - 15日、幕張メッセ） - ブースモデル[37][38]
  - 東京オートサロン クアラルンプール2023（2023年6月9日 - 11日、マレーシア国際貿易展示場）- イメージガール「J-Girls」[注 3]
  - 東京オートサロン2024 「VeilSideブース」（2024年1月12日 - 14日、幕張メッセ） - ブースモデル[39][40][動 6]
- 超十代－ULTRA TEENS FES－ 2023@TOKYO（2023年3月30日、渋谷ヒカリエ・ヒカリエホール）[26]
- SAPPORO COLLECTION 2024 SPRING / SUMMER（2024年3月16日、北海道立総合体育センター） - ゲストモデル[41][42]

### パチスロ
- ラブ嬢3〜Wご指名はいかがですか？〜（2023年12月、アムテックス）[43]